# Manan-gu
Manan-gu es un barrio de la ciudad de Anyang en Gyeonggi-do, Corea del Sur.

## Divisiones administrativas
- Anyang
- Seoksu
- Bakdal